# Žilina
Žilina (em húngaro:  Zsolna, em alemão:  Sillein, em polonês/polaco:  Żylina) é uma cidade do norte da Eslováquia, capital do distrito de Žilina, região de Žilina.
A cidade encontra-se entre as maiores do seu país, sendo considerada a terceira cidade do país em população. Nela fica a sede da Universidade de Žilina, com mais de 7000 alunos espalhados pelas suas várias faculdades.

## Geologia
Encontra-se envolta por um grupo de montanhas, tornando-se a prática de esqui e outros desportos de neve comum nas imediações da cidade. A Bacia de Žilina é cercada pelas serras do Malá Fatra (Fatra Lesser), Strazovske vrchy (Strážov Hills), Súľovské vrchy (Sulov Hills), Javorníky e Kysucká Vrchovina (Kysuce Highlands).

## Demografia
| Ano:        | 1994   | 2004   | 2014   | 2024   |
| ----------- | ------ | ------ | ------ | ------ |
| Broj ljudi: | 86 373 | 85 268 | 81 155 | 80 257 |
| Razlika:    |        | -1,27% | -4,82% | -1,10% |

| Ano:               | 2023   | 2024   |
| ------------------ | ------ | ------ |
| Número de pessoas: | 80 634 | 80 257 |
| Diferença:         |        | -0,46% |

## Esporte
Na vertente desportiva destaque ainda para o seu clube de futebol MŠK Žilina, que logrou uma presença na extinta Taça UEFA (agora Liga Europa) na sua edição de 2008/2009 e outra na época 2010/2011 na UEFA Champions League.
A cidade dispõe de vários espaços de lazer e diversão noturna, principalmente na sua principal rua, a (Rua Marianske naméstie). 

## Geografia
O clima é temperado continental, predominando verões relativamente quentes (com temperaturas por vezes superiores a 30º c) enquanto que os seus invernos são frios, sendo frequente a queda de neve, por vezes durante semanas seguidas.
Žilina é um centro natural do noroeste da Eslováquia e com uma população de 84 604 habitantes (em 31 de Dezembro de 2010) formada por uma área de 80,03 km², é uma das maiores cidades da Eslováquia. Sua localização geográfica é 49 ° 15 'de latitude norte e 18 ° 45' de longitude leste e que se situa a uma altitude de 333 metros acima do nível do mar.
Žilina está a 200 km da capital do país, Bratislava.
Žilina está localizado no Vale do Rio Váh, na Bacia de Žilina, na confluência do Rio Váh com seus afluentes Rio Kysuca e Rio Rajčanka.
O Rio Váh possui 16 usinas hidroelétricas, cuja construção começou na década de 1930.
Além de Žilina, o rio atravessa várias outras cidades como: Liptovský Hrádok, Liptovský Mikuláš, Ružomberok, Vrútky, Bytča, Považská Bystrica, Púchov, Ilava, Dubnica nad Váhom, Nemšová, Trenčín, Nové Mesto nad Váhom, Piešťany, Hlohovec, Sereď, Šaľa, Kolárovo e Komárno.
Žilina é um centro importante, tanto na política, na cultura, no Esporte  como na saúde pública. É a sede da nova Diocese Žilina, importante centro de negócios e portão de entrada turística na Região de Žilina. É sede das autoridades da Região Autônoma de Žilina, uma das oito regiões da Eslováquia, com uma área de 6.788 km² e com 697 502 habitantes (como em 31 de Dezembro de 2009).

## Infra-Estrutura
A cidade possui uma central de autocarros (ônibus) e de comboios (trem), com ligações regulares, tanto nocturnas como diurnas a vários pontos do país. A ligação à capital Bratislava demora, por via férrea, menos de 2 horas e 30 minutos. A ligação à segunda cidade do País, Kosice, junto às fronteiras com a Hungria e com a Ucrânia, leva pela mesma via pouco mais de 3 horas.